# Nováki-csatorna
Nováki-csatorna är en kanal i Ungern. Den ligger i provinsen Győr-Moson-Sopron, i den nordvästra delen av landet, 130 km väster om huvudstaden Budapest.